# Fort George (Highland)
Pour les articles homonymes, voir Fort George.
Fort George (gaélique : Dùn Deòrsa  ou An Gearastan, ce dernier signifiant littéralement « la garnison ») est une grande forteresse du XVIIIe siècle près d'Ardersier, au nord-est d'Inverness dans la région des Highlands en Écosse. Il a été construit pour contrôler les Highlands écossais au lendemain de la montée jacobite de 1745, remplaçant un fort George à Inverness construit après la levée jacobite de 1715 pour contrôler la région. La forteresse actuelle n'a jamais été attaquée et est restée utilisée en permanence comme garnison. 
La fortification est basée sur une conception en étoile ; il reste pratiquement inchangé et est de nos jours ouvert aux visiteurs avec des expositions et des fac-similés montrant l'utilisation du fort à différentes périodes, tout en servant de caserne militaire.

## Le premier Fort George
Le premier fort George a été construit en 1727 à Inverness ; c'était une grande forteresse capable de loger 400 soldats sur une colline à côté de la rivière Ness, sur le site du château médiéval (et en incorporant des parties) qui avait été reconstruit en citadelle par Oliver Cromwell mais abandonné plus tard. Le premier commandant du fort George d'origine était Sir Robert Munro, 6e baronnet, colonel du 42e Royal Highlanders (Black Watch) et chef du Highland Clan Munro. 
Pendant le soulèvement de 1745 le fort a été pris par les Jacobites, qui l'ont fait exploser en 1746 pour empêcher les Hanovriens de l'utiliser comme base. En 1747, le colonel William Skinner, ingénieur militaire du roi pour la Grande-Bretagne du Nord, a signé un contrat pour reconstruire la forteresse à un nouvel emplacement.

## Implantation et construction
Le site choisi était une langue de terre plate à Ardersier, à environ 11 milles (18 km) au nord-est d'Inverness, qui forme un promontoire qui s'avance dans le Moray Firth et contrôle l'approche maritime d'Inverness. Avec son propre port sous les murs, le fort pourrait être alimenté par mer en cas de siège. 
Les travaux débutent en 1748, sous la responsabilité du colonel Skinner, et les frères Adam, John, Robert et plus tard James, agissant en tant qu'entrepreneurs, supervisant environ 1 000 soldats qui y ont travaillé et défendu le site contre les attaques. En 1757, les principales défenses étaient en place et le fort George fut finalement achevé en 1769. Le budget initial était de 92 673 £ 19s 1d, mais le coût final était de plus de 200 000 £, un chiffre énorme à l'époque.

## Fortifications
Les fortifications constituent un exemple de défense en profondeur. Les murs principaux sont en pierre, en plan à facettes et inclinés avec des bastions et des redoutes en saillie de sorte que chaque face d'un mur soit couverte par le feu des armes à feu situées au-dessus des autres murs. Les murs sont larges de plusieurs mètres et gazonnés, au sommet de casemates voûtées en berceau qui forment des bunkers souterrains destinés à protéger toute la garnison des tirs d'artillerie. L'approche de la forteresse depuis la terre se fait à travers une large zone de galets qui crée une barrière de protection. 
Des berges herbeuses en pente sont conçues pour absorber les obus d'artillerie, mais pas pour cacher le fort à la vue. L'entrée est accessible par un ravelin, une structure défensive indépendante comprenant un poste de garde et complètement exposée au feu du fort principal, puis par une passerelle en bois surélevée, avec un pont-levis, traversant un large fossé situé entre des bastions fortement défendus. Le fossé forme un large terrain meurtrier ouvertement exposé aux coups de feu de ces murs. 

## Utilisation opérationnelle
À la suite des réformes Childers, le 72e (Highland) Regiment of Foot et le 78e (Highlanders) Regiment of Foot fusionnent pour former le Seaforth Highlanders avec son dépôt dans la caserne en 1881. En 1961, le régiment a fusionné avec les Queen's Own Cameron Highlanders pour former les Queen's Own Highlanders (Seaforth et Camerons) : le nouveau régiment a alors formé son dépôt à Fort George. La caserne est devenue le domicile du Black Watch, 3e Bataillon, Royal Regiment of Scotland en 2007. 
En novembre 2016, le ministère de la Défense a annoncé la fermeture du site en 2032, le ministre de la Défense, Sir Michael Fallon, déclarant qu'il n'était plus nécessaire car les rébellions des Highlands sont terminées.

## Accès visiteurs
La caserne est toujours utilisée comme établissement militaire, mais une grande partie du site est ouverte au public (entrée payante). L'environnement historique de l'Écosse utilise une partie de l'une des casernes pour présenter des reconstitutions de la vie dans les premiers jours du fort et le Grand Magazine présente la collection d'armes Seafield ainsi que la création d'une scène pour les acteurs recréant la vie et les histoires des soldats au 18e siècle. Le site a reçu 71 906 visiteurs en 2018. 

### Musée des Highlanders (Collection Queen's Own Highlanders)
L'ancienne maison du lieutenant-gouverneur abrite le Highlanders' Museum, le musée régimentaire officiel des Queen's Own Highlanders et Lovat Scouts. Les expositions comprennent des uniformes, des armes, des médailles, des plaques commémoratives de la Première Guerre mondiale appelées « pièces de un centime », des photographies, des peintures, des souvenirs et des insignes régimentaires. Les expositions reprennent l'histoire des régiments, de leurs liens avec les clans, la charge des Highlands, le sergent Alexander Edwards et d'autres membres notables du régiment, et les activités des régiments dans différents conflits. La chapelle régimentaire est également ouverte aux visiteurs et présente de nombreuses couleurs et monuments commémoratifs.

## Galerie

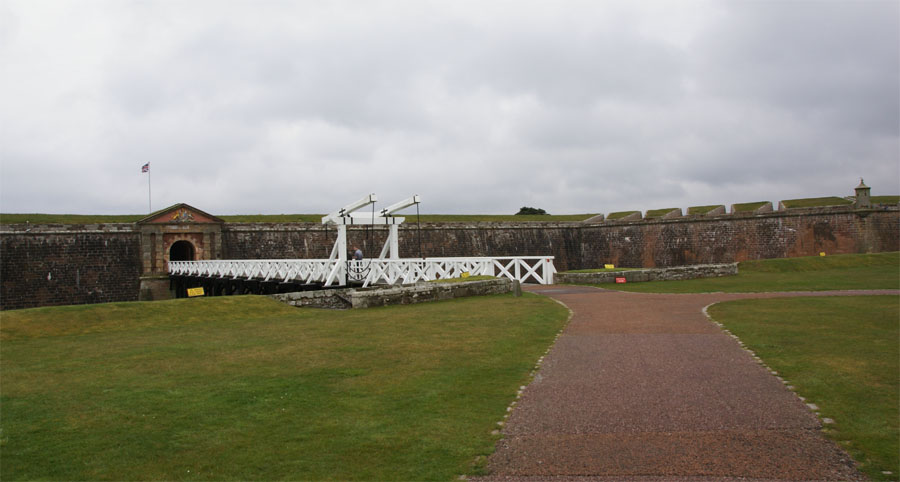
Un ravelin défend l'entrée principale du fort.
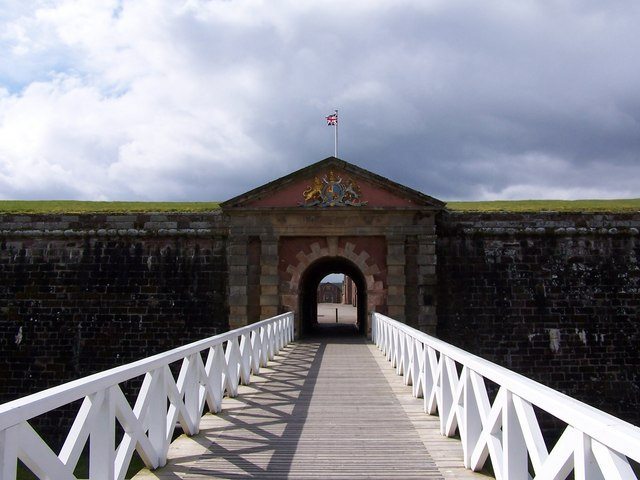
Un fossé sec sépare les terrassements extérieurs du fort.
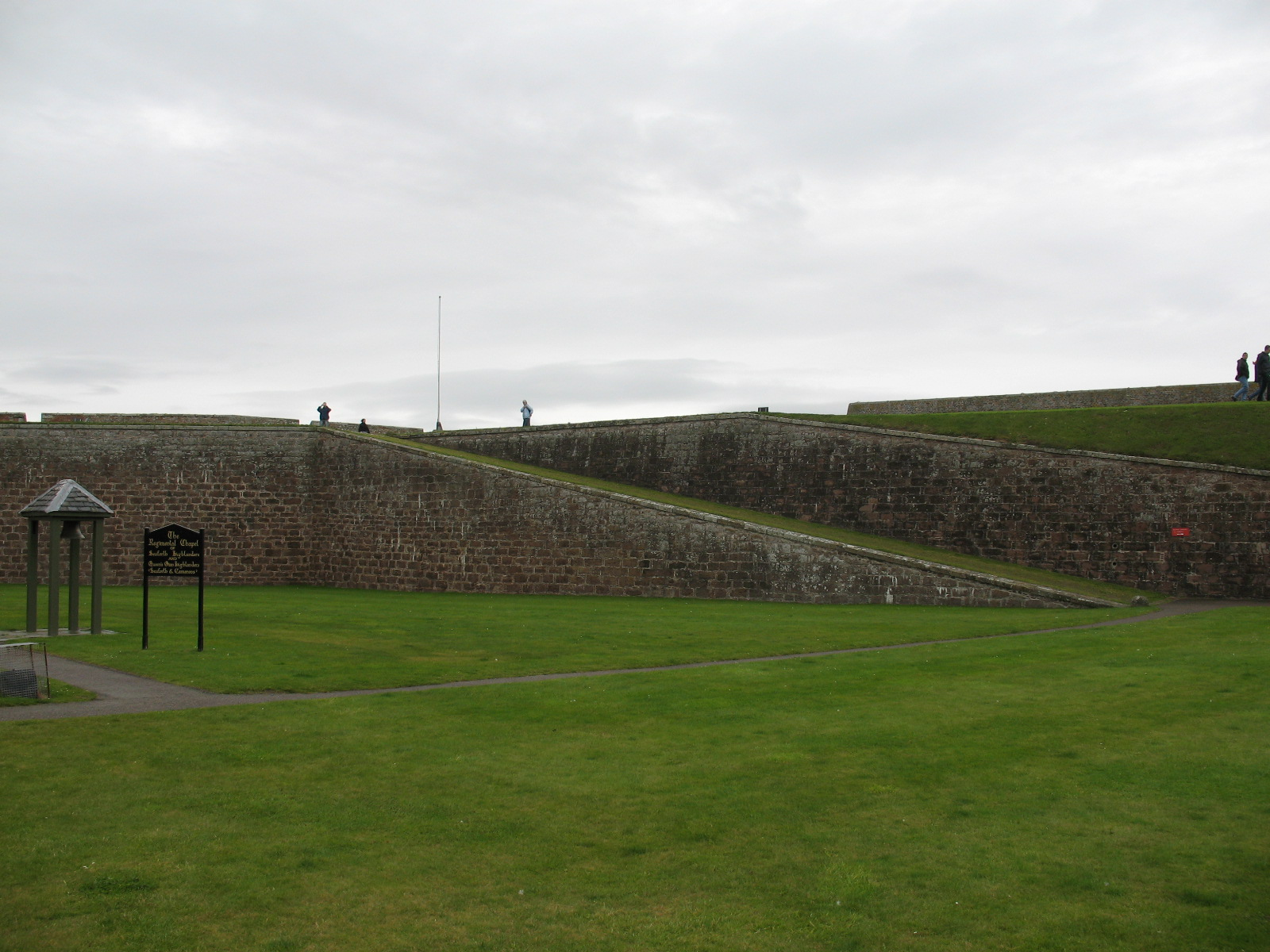
Des rampes ont été utilisées pour un accès rapide aux remparts.
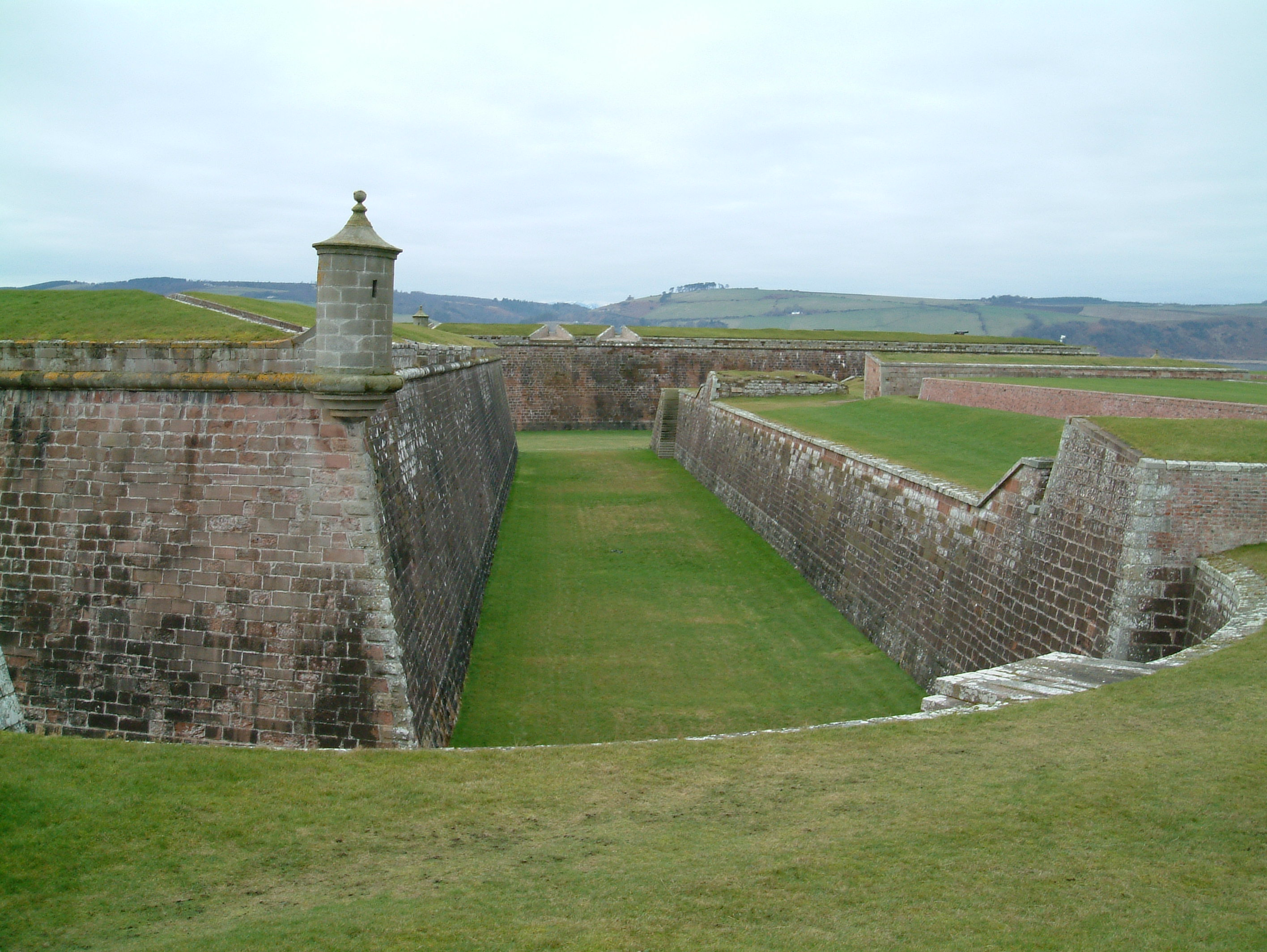
Les échauguettes gardent l'escarpement (fossé sec) pour une défense en profondeur.
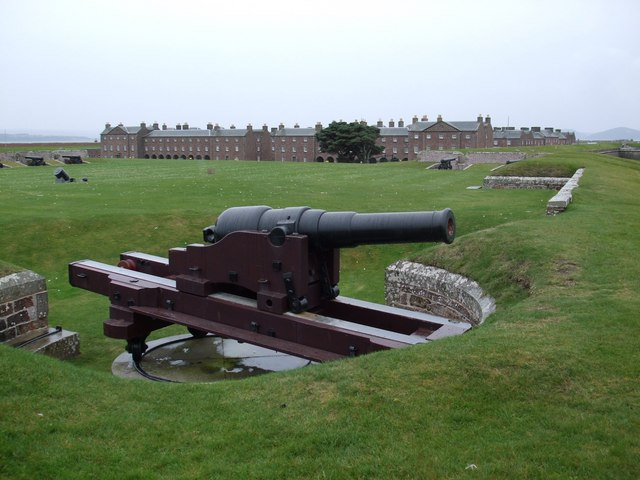
Le seul exemple survivant d'un canon MK1 RML 64-pounder 64 cwt gun (en) se trouve au fort.
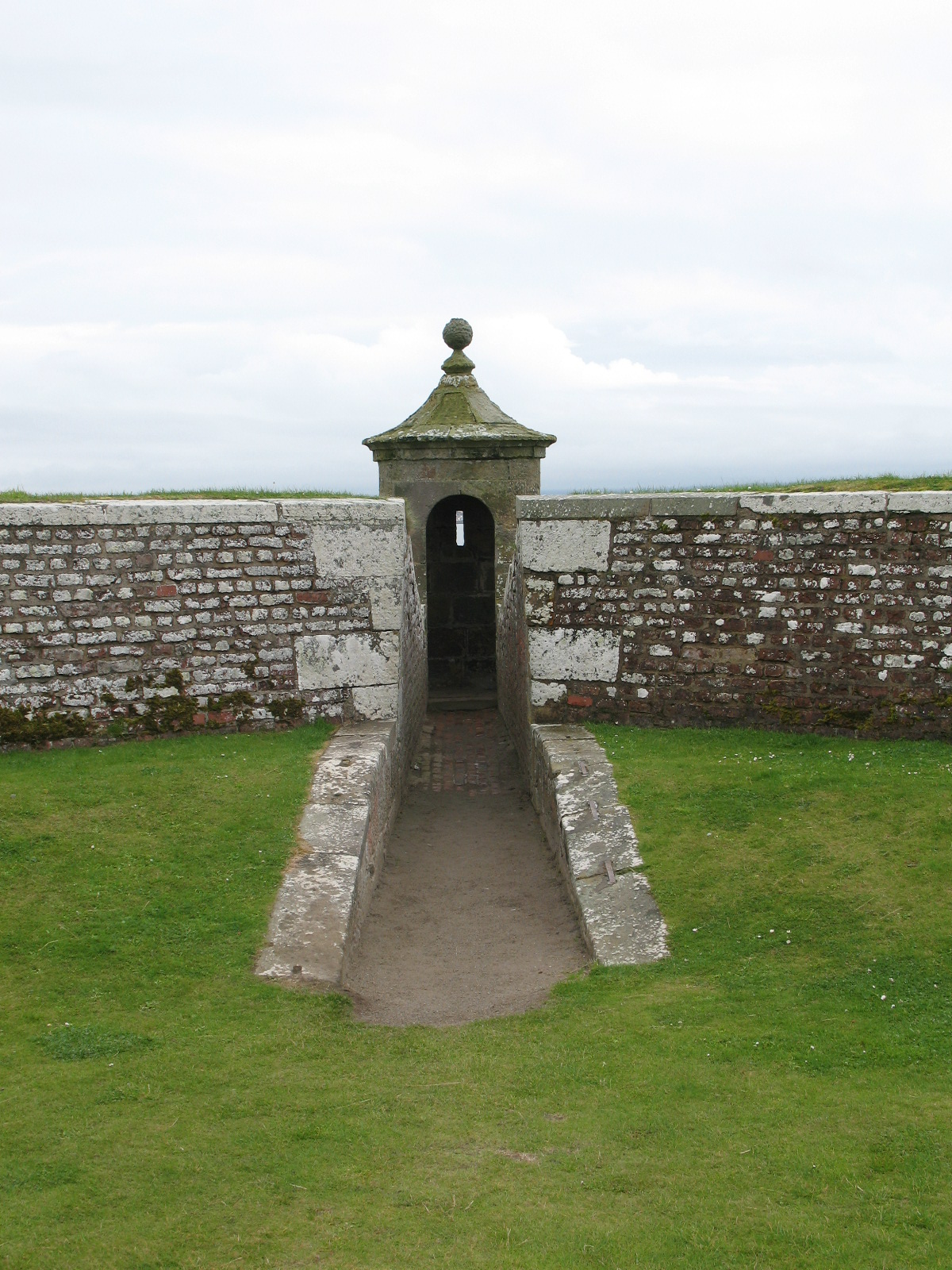
L'intérieur d'une échauguette avec marche.
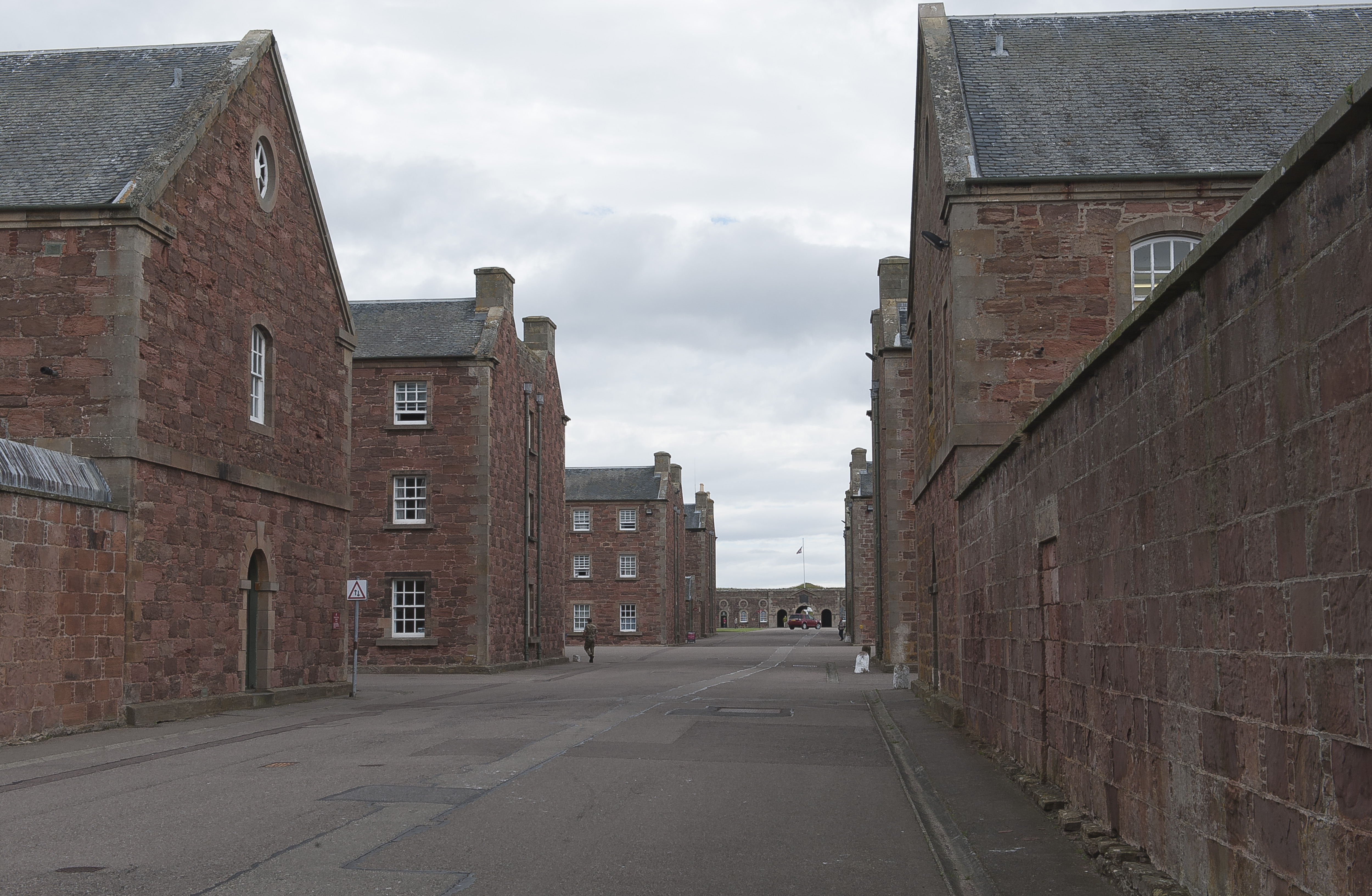
La caserne du fort.
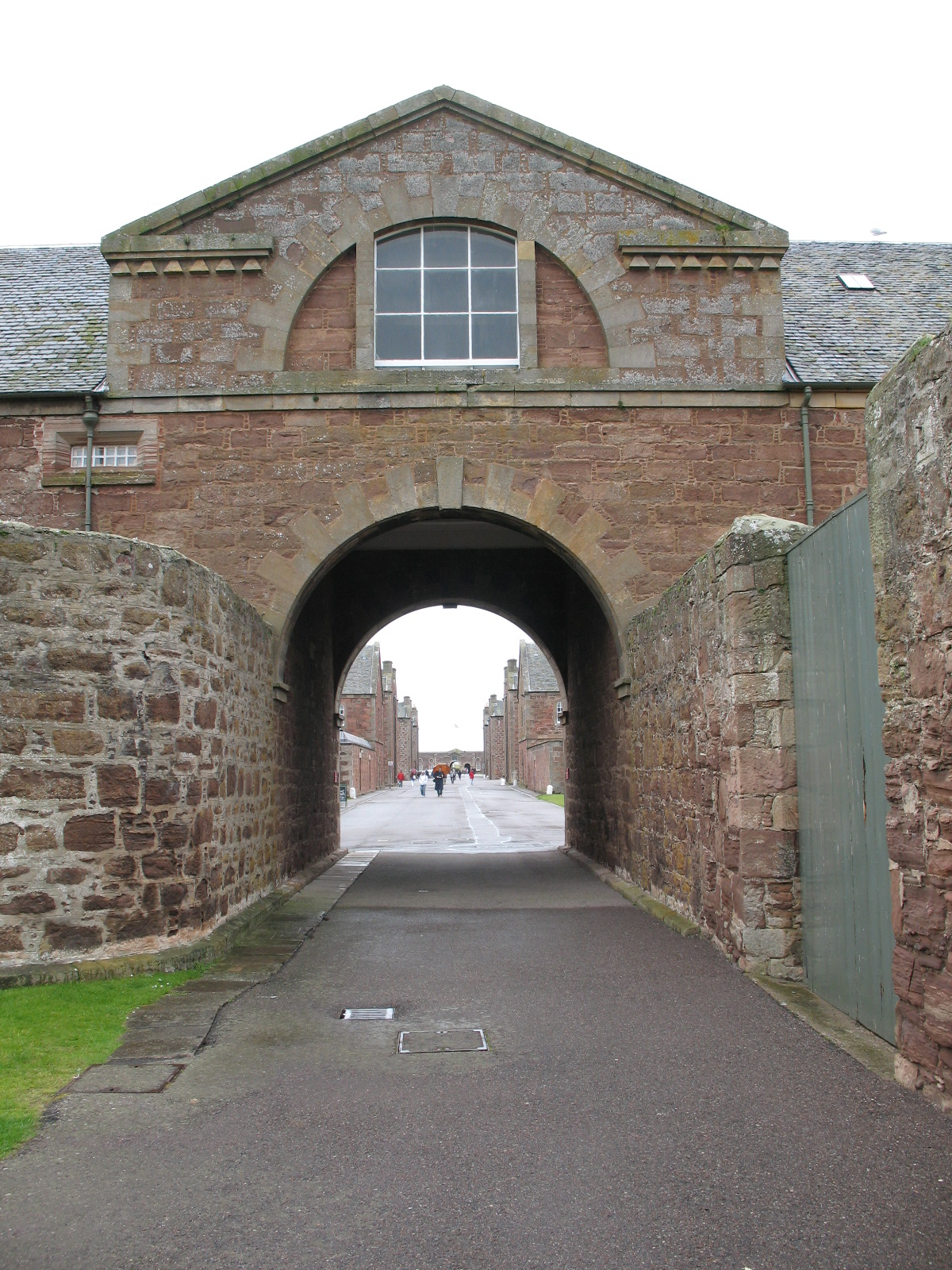
La porte intérieure qui relie la chapelle à la caserne du fort.
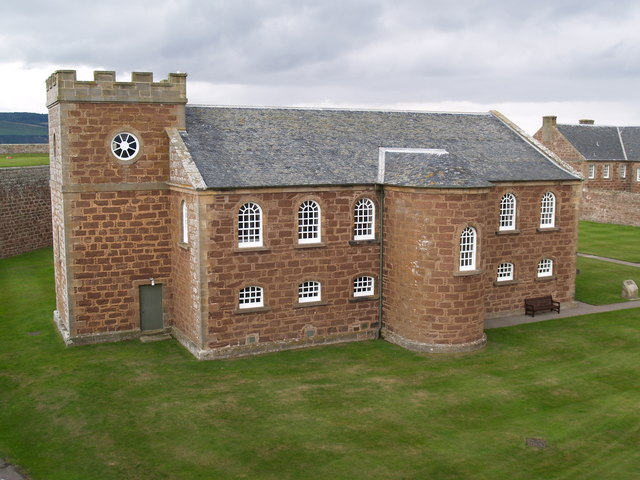
L'intérieur de la chapelle du XVIIIe siècle présente une arcade à deux niveaux sur trois côtés soutenue par des colonnes doriques.
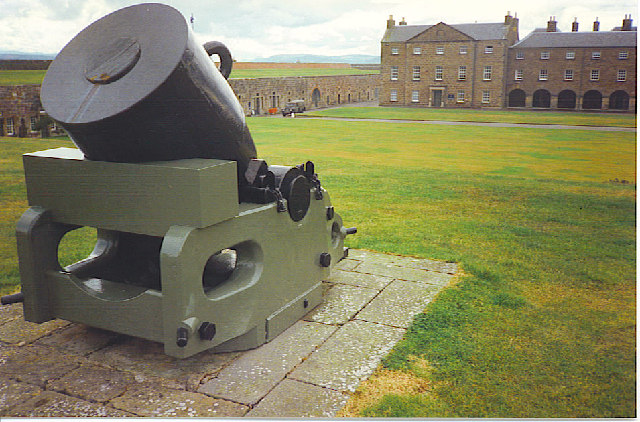
Un mortier à alésage lisse de 13 pouces pourrait tirer - à un angle fixe de 45 degrés - un obus pesant 200 lb ( Unité «  » inconnue du modèle {{Conversion}}.)   lb (91   kg) jusqu'à 2 900 yd ( Unité «  » inconnue du modèle {{Conversion}}.)   yd (2,700   m) en utilisant 9 lb ( Unité «  » inconnue du modèle {{Conversion}}.)   lb (4,1   kg) de poudre noire.

#### Lectures complémentaires
- Grove, Doreen, « Floreat Fort George », Popular Archaeology, vol. 7, no 7,‎ août 1986, p. 2–9
- Christopher Duffy, The Fortress in the Age of Vauban and Frederick the Great, 1660-1789, London, Routledge & Kegan Paul, coll. « Siege Warfare, Volume II », 1985, 318 p. (ISBN 0-7100-9648-8)